# みどりのくにのこえだちゃん
『みどりのくにのこえだちゃん』は、テレビ東京系で2004年10月4日から2005年9月30日まで、毎週月～金曜の朝6時40分～6時45分に放映されたミニ番組。玩具メーカーのタカラ（現、タカラトミー）のロングセラー商品「こえだちゃん」の再活性化を目的とした、本編約1分半の低年齢層向け人形劇番組であるが、声優陣の豪華さや、経済ニュース番組「モーニングサテライト」の直後に放映されていたこともあり、幅広い層から人気を博していた。

## 声の出演
- こえだちゃん - 前田ちあき
- うさちゃん・チューリップちゃん・ナレーション - 皆口裕子
- きのちゃん - 千葉千恵巳
- こりんごちゃん - 今野宏美
- りすちゃん、ひまわりちゃん - 南央美
- ミニバラちゃん、パンダくん - 斎藤千和
- カーネーちゃん、もぐるん - 矢島和葉

## 主題歌
- オープニング - 「こえだちゃんのおはやっほー♪」
  - 作詞・作曲・編曲 - 上松範康　歌 - 佐藤裕美
- エンディング - 「ぐーっとチョキパでいってらっしゃい！」
  - 作詞・作曲・編曲 - 上松範康　歌 - 佐藤裕美
  - CD発売：b-fairy records
  - 音楽協力：テレビ東京ミュージック株式会社

## スタッフ
- 企画：鈴木寿伸（タカラ）、渡辺和哉（読売広告社）、今井朝幸（円谷エンターテインメント）
- プロデューサー：玉置太士（タカラ）、岡川晃甚（円谷エンターテインメント）
- 監督：水谷しゅん
- 絵コンテ・演出：小田 望 他
- 脚本：待田蛍子、竹内利光 他
- キャラクターデザイン：戸張園子
- 撮影：宇佐美祐二、高野安史（アニキ）
- ＶＥ：大沢 広、赤羽達生
- 照明：倉橋 靖
- 美術：宗 志穂
- 建物造形：井上修次
- 演出助手：田崎紘章（アニキ）
- ビデオ編集：谷口 寛（デジタルTVスタジオ）
- 選曲：榎本崇宏（ドリームフォース）
- 効果：佐藤一俊
- ＭＡ：成田一明（PigFat）、武藤雅人（整音スタジオ）
- 音響スタジオ：Hi Brite、整音スタジオ
- 音楽：上松範康
- 音楽制作：（株）ブロッコリー
- 音楽プロデューサー：中村則子
- 連載：おともだち、たのしい幼稚園（講談社）
- 番組担当：田畑美路子、替山茂樹（テレビ東京）
- 制作協力：デジタルＴＶスタジオ
- 製作（製作著作）：読売広告社、円谷エンターテインメント

## 提供
- タカラ
- ブロッコリー（2005年4月1日まで）